# 诺尔多斯克
诺尔多斯克（法語：Nordausques，法語發音：[nɔʁdosk]）是法国上法蘭西大區加来海峡省的一个市镇，属于圣奥梅尔区。

## 地理
诺尔多斯克（50°49'4"N, 2°4'54"E）面积5.94 平方千米，位于法国上法蘭西大區加来海峡省，该省份为法国北部沿海省份，西北濒北海，南至索姆省，东临北部省。
与诺尔多斯克接壤的市镇（或旧市镇、城区）包括：埃姆河畔雷克、巴扬冈莱塞佩莱克、曼克尼约尔莱、诺尔勒兰盖姆、埃姆河畔图尔讷姆、祖瓦夫克。

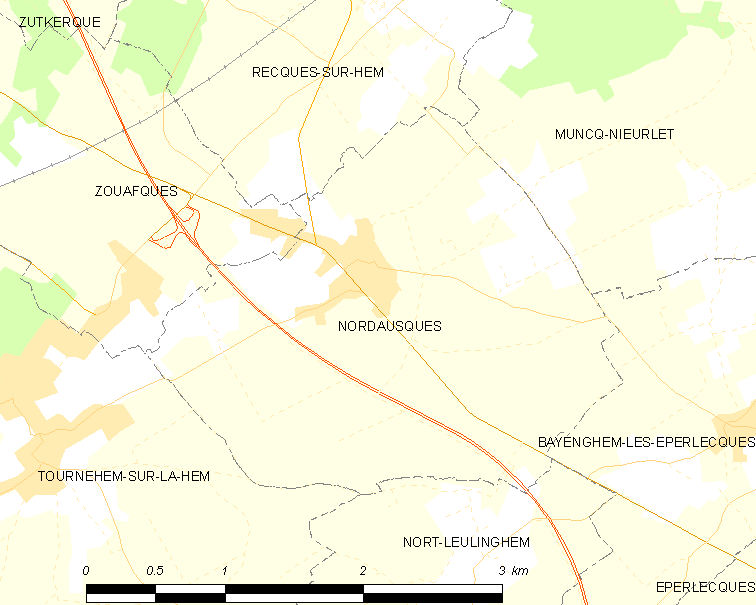
诺尔多斯克的OSM定位图

诺尔多斯克的时区为UTC+01:00、UTC+02:00（夏令时）。

## 行政
诺尔多斯克的邮政编码为62890，INSEE市镇编码为62618。

## 政治
诺尔多斯克所属的省级选区为圣奥梅尔县。

## 人口

1962-2008年间诺尔多斯克人口变化图示

诺尔多斯克于2022年1月1日时的人口数量为1293人。